# Мрії назустріч
«Мрії назустріч» (рос. «Мечте навстречу») — український радянський науково-фантастичний фільм 1963 року кінорежисерів Михайло Карюков і Отара Коберідзе за мотивами повісті Олеся Бердника «Серце всесвіту».

## Сюжет
Оповідач коментує життя працівників містечка недалекого майбутнього, де розташована радіообсерваторія. Люди планети Центурій фіксують радіопередачу з Землі, якою виявляється пісня космонавта Андрія. Вони шлють сигнал у відповідь і відправляють до Землі космічний корабель. Проте коли він входить до Сонячної системи, корабель прибульців зникає. Землі досягає тільки капсула з бортовим журналом. Для її дослідження викликають академіка Крилова. Той з'ясовує, що корабель зазнав аварії на Марсі. Крилов переконаний, що прибульці летіли з мирними намірами і їм слід допомогти, тоді доктор Лаунстон вважає, що контакт обернеться катастрофою, навіть якщо іншопланетяни не бажають зла зумисне.
На скликаному конгресі науковців приймається рішення надати допомогу. Лаунстон утім робить висновок, що земляни не володіють необхідними технологіями. Крилов розповідає про новітній корабель «Океан», збудований на Місяці, який може доставити космонавтів на Марс. Щоб запустити його достроково, на Місяць відправляють ракети з паливом. Космонавти Василь, Поль і Тетяна вирушають в політ.
«Океан» через сонячний спалах втрачає паливо, що унеможливлює повернення додому. Для допомоги йому готується менший «Океан-2». Тим часом екіпаж «Океана» сідає на Марс і знаходить корабель прибульців. Поль проникає всередину та виявляє одного мертвого іншопланетянина. Ще двоє загадковим чином зникли. «Океан-2» з космонавтами Іваном та Андрієм виводить на орбіту Марса спостережні супутники, а сам сідає на Фобосі. Іван та Андрій виявляють на Фобосі рятувальну капсулу прибульців.
Біля капсули космонавти знаходять знепритомнілу іншопланетянку. Човник «Океана-2» здатний підняти лише двох осіб, тож Андрій пропонує лишити його на Фобосі. Іван з іншопланетянкою здійснює посадку біля «Океана», а його човник вибухає. Насувається піщана буря, та Івану вдається пережити її та дійти до «Океана». Іншопланетянка Етанія отямлюється і повідомляє про свою мирну місію. Андрій, помираючи, мріє про спільне життя з Тетяною.
В фіналі події фільму виявляються уявою Андрія перед стартом «Океана». Він з Тетяною і друзями щасливо живуть на Землі, а корабель вирушає до Марса.

## Актори
- Микола Тимофєєв — Крилов, академік
- Отар Коберідзе — космонавт Іван Баталов, інженер і художник-аматор
- Лариса Гордейчик — Тетяна, радіоастроном
- Борис Борисьонок — Андрій, фахівець з небесної механіки, складає пісні
- П. Шмаков — командор Василь, космонавт
- Олексій Генесін — Поль, оператор обчислювального центру, жартівник і шахіст
- Микола Волков — доктор Лаунстон
- Т. Почепа — Етанія
- Леонід Чініджанц — в епізоді
- Семен Крупник — в епізоді
- Олексій Коротюков — в епізоді
- В'ячеслав Воронін — в епізоді
- Василь Вєкшин — в епізоді
- Вітольд Янпавліс — в епізоді
- Петер Кард — командир літака
- Микола Фалєєв — вчений

## Знімальна група
- Автори сценарію: Олесь Бердник, Іван Бондін, Михайло Карюков
- Режисери-постановники: Михайло Карюков, Отар Коберідзе
- Оператор-постановник: Олексій Герасимов
- Художник-постановник: Юрій Швець
- Композитори: Вано Мураделі, Едуард Артем'єв, Оскар Фельцман
- Звукооператор: Едуард Гончаренко
- Режисер: Костянтин Жук
- 2-й оператор: А. Мосієнко
- Текст пісень: Євген Долматовський
- Редактор: Михайло Циба
- Костюми: Т. Глинкової
- Художник з гриму: Володимир Талала
- Звукооформлювач: Абрам Блогерман
- Монтажер: Н. Кардаш
- Комбіновані зйомки: оператори — Борис Мачерет, Франціск Семянников; художники — І. Міхельс, І. Пуленко
- Естрадний оркестр всесоюзного радіо і телебачення, диригент — Борис Карамишев
- Директор картини: Адольф Фрадис

## Цікаві дані
- Пісню «Чотирнадцять хвилин до старту» виконує Володимир Трошин.

- В США взяли за основу той самий сценарій при створенні фільму категорії B «Кривава королева».